# Anne-Marie Kermarrec
Pour les articles homonymes, voir Kermarrec.
Anne-Marie Kermarrec, née le 2 octobre 1970, est une informaticienne française, travaillant comme professeure et directrice de la section informatique de l'École polytechnique fédérale de Lausanne depuis 2020.
Elle est reconnue pour ses recherches en informatique distribuée. Elle travaille en particulier dans le domaine des systèmes distribués, des systèmes pair à pair, des algorithmes épidémiques et des systèmes collaboratifs d’apprentissage automatique (apprentissage fédéré, apprentissage décentralisé).
Elle fait partie du conseil scientifique d'Orange, et du conseil présidentiel de la science français.
Elle est élue en 2025 à l'Académie des sciences .

## Biographie

### Origines et famille
Anne-Marie Kermarrec naît le 2 octobre 1970.
Elle est mariée et mère de deux enfants.

### Éducation et carrière
Elle soutient sa thèse de doctorat à l’Université de Rennes 1 en 1996 et son habilitation à diriger les recherches en 2002. Elle poursuit son parcours en postdoctorat à Vrije Universiteit à Amsterdam où elle travaille sous la direction de Andy Tanenbaum. En 1998, elle devient Maitre de Conférences à l’Université de Rennes 1. De 2000 à 2004, elle est chercheuse à Microsoft Research à Cambridge (UK). De 2004 à 2015, elle est directrice de recherche à l’INRIA de Rennes,.
En 2015, elle fonde Mediego, une start-up qui fournit des services de personnalisation de contenu en temps réel pour les médias en ligne. De 2015 à 2019, elle est PDG de Mediego. Mediego a été acquis par Welcoming Group à la fin de 2019.
Au-delà de ses recherches scientifiques, elle est investie dans le problème de parité en sciences en général et en informatique en particulier et, outre de nombreuses interventions,, a également publié sur le sujet un article et un livre.

### Travaux académiques
Les recherches d’Anne-Marie Kermarrec ont été pionniers dans le domaine des systèmes pair à pair, des algorithmes épidémiques et des systèmes de personnalisation. Elle a été parmi les premiers à concevoir des systèmes de streaming décentralisés et les algorithmes pair à pair pour les systèmes de recommandation à base de filtrage collaboratif respectueux de la vie privée. Elle a été la première à concevoir un système de recommandation décentralisé. Ses travaux sur la diffusion épidémique légère, la construction d'overlay aléatoire et la dissémination, ainsi que sur l'échantillonnage aléatoire des pairs ont ouvert un large éventail de travaux dans le domaine des algorithmes épidémiques.
Plus récemment, ses recherches portent sur le domaine du support système pour l'apprentissage automatique, plus particulièrement l’apprentissage fédéré et décentralisé.

## Prix et distinctions
- 2025 Lifetime Achievement Award ACM Eurosys
- 2019 Chevalier de la Légion d’Honneur[24]

- 2017 Prix de l'innovation Inria/Dassault Systems de l’Académie en 2017[25]

- 2016 Élue fellow de l’Association for Computing Machinery[26]

- 2013 Lauréate d’un Google Focused Award[27]

- 2013 Élue à l’Academia Europaea[28]

- 2011  prix Michel-Monpetit de l’Académie des sciences[29]

- 2008 Lauréate d'une ERC Starting Grant Gossple[30]

## Ouvrages
- Anne-Marie Kermarrec, Numérique, compter avec les femmes, Odile Jacob, 2021, 234 p. (ISBN 978-2-7381-5444-6).